# ソウル・アンダーテイカー
『ソウル・アンダーテイカー』は、電撃文庫から刊行されている中村恵里加による日本のライトノベル。イラストは洒乃渉が担当。

## ストーリー
ソウル・アンダーテイカーとは彷徨える魂を月に還す「魂の葬儀屋」のことである。
自他共に認める「馬鹿」である江藤比呂緒は、十二歳の誕生日に父親から大型リボルバーのモデルガンをプレゼントされる。しかし、実はそのリボルバーは死を招く猫が取りついた本物以上に危険な武器だった。しかも、比呂緒にはたぐいまれな霊的な素質があり、リボルバーにとりつく猫の姿をした「死霊の目」ハンニバルを見ることができてしまう。さらに、同年代の少年でありソウル・アンダーテイカーの三嶋蒼儀と出会い、比呂緒はソウル・アンダーテイカーになることを決める。

## 登場人物
江藤比呂緒（えとう ひろお）
12歳の少女で、自他ともに認める馬鹿。明るく能天気で、とんでもなく正直者であり嘘をつかない。負の感情を失ったように、時折悲しい表情を見せることはあっても怒ることはなく笑っている。恐ろしく幼稚であるが、ごくたまに恐ろしく達観したものの見方をする。
たぐいまれな霊的な素質があり、霊髄の回り始め、仙骨の太さ、エーテルの密度のどれもが最上級の逸材。以前、後頭部に怪我を負ったことで、その付近のエーテルが欠落しており、ハンニバルは彼女の知能の原因であると考えている。
父親の誕生日プレゼントとして、偶然にも"死霊の目"ハンニバルが取りついた大型リボルバーのアルケブス、アストラM44を手に入れる。三嶋蒼儀と出会い、ソウル・アンダーテイカーになることを決める。現在、第三種霊葬免許を取得している。後見人は三嶋蒼儀。
体から離れた魂を体に戻す、蒼儀たちが信じていた魂の有り様を根底から覆す、生きる力に満ち溢れ、既に死んだ骨と血を持つ"奇妙な小羊（ストレンジ・シープ）"。
20世紀最後の英雄伝説を打ち立てる、らしい。
ハンニバル
アストラM44にとりついた猫の姿をしたハイファミリア。生者の魂を喰らい、死者の魂を引き寄せる"死霊の目"。
何らかの目的があるようで、比呂緒をソウル・アンダーテイカーにする。
ハンニバルとは別に本当の名前があるらしい。比呂緒からはハンさんと呼ばれている。
三嶋蒼儀（みしま そうぎ）
比呂緒と同年代だが、第二種霊葬免許所持者のソウル・アンダーテイカー。新参者ながら勇名を馳せている三嶋家の二男。子供らしくない目をした少年。繊細であるが面倒臭がり、喋ることが嫌いで、最近は、家族とも事務的な会話しかしていない。スナイパーであるが、比呂緒に関しては割と忍耐力がなく短気で大人げない行動に出る。スナイパーライフルが原型のアルケブスを入れたギターを担ぎ、肩にカラスの姿をしたファミリアのシルバーを乗せている。所持しているアルケブスはリゾルバーM380とガリルスナイパーライフル。
自分のエーテルの消費を減らすために、才能にあふれている比呂緒をソウル・アンダーテイカーにすることを決める。
落合明海（おちあい あけみ）
比呂緒の唯一の友人の少女。誰よりも比呂緒のことをよく知っていると自負しており、自分の知らない比呂緒の知人として現れた三嶋蒼儀を胡散臭い奴と見ている。
数年前に、比呂緒との間で何かがあったようで、それを負い目として持っている。
比呂緒からはおっちゃんと呼ばれている。
江藤文華（えとう ふみか）
比呂緒の妹。大人びた少女。姉である比呂緒を罵倒し、怒り、手をあげているが、泣き出しそうな顔で自分が殴った比呂緒を見るときがある。以前は、比呂緒のことを少なくとも嫌っていなかったはずだが、ある時期をきっかけに不仲になった。
比呂緒にふーちゃんと呼ばれている。猫は嫌い。
江藤英士（えとう えいじ）
比呂緒と文華の父親。アストラM44・アルケブスカスタムだと知らず買わされ、比呂緒にプレゼントした。
家族のことを愛しており、比呂緒のことも心配はしているが、受け入れている。
江藤紘子（えとう ひろこ）
比呂緒と文華の母親。比呂緒のことを受け入れているが、文華との不仲、いつも笑顔の比呂緒のことを時々考えてしまう。

## 用語
ソウル・アンダーテイカー
魂の葬儀屋。彷徨える魂を月に還すことを生業としている。公的にも認められている職業で、試験を受けて免許を得る。公的な機関からの依頼は報酬があまり良くないらしい。
奇妙な小羊（ストレンジ・シープ）
彷徨える魂。通常死んだ人のエーテルは仙骨共々霧散し魂は月に昇るが、未練などの強い思いから魂が月に昇れず、死体から霧散しないまま淀んでいったエーテルを得て、月に昇れない苦しみを生者のエーテルで癒そうと襲い始める。この個体を通称「羊」と呼んでいる。ソウル・アンダーテイカーはこれをアルケルブスで撃って月へ還すべく活動している。
エーテルを吸い尽くされた人間は死ぬ。そして吸ったエーテルも淀んでいき、更に強力な固体へ変貌していく。一定以上の強力な個体は「羊」ではなく「狼」と呼ばれる。
アルケブス
ソウル・アンダーテイカーの扱う武器。彷徨える魂を月に還すためのもので、銃器をもとにしているが、ある意味で本物の銃よりも殺傷力がある。扱えるのは、霊的な素質があるものだけである。
生きている生物に対して撃った場合、仙骨にダメージを与える。
エーテル
仙骨から発生する生命エネルギー。濃度の差によって濃淡、量の差で明暗の違いがあるが、赤い色をしている。アルケルブス、及びその弾丸などはこれを充填させることで製作、メンテナンスまでを行う。エーテルを充填させた物体は、六識を開かなければ見えなくなる。
使った分消費していくが、休めば回復する。が、使うたびに絶対量が減っていく。
仙骨（せんこつ）
エーテルを発生させる器官。アルケルブスはこれで支えるので、太く、密度が高いほど射撃時の反動を抑えることができる。こちらもある程度のダメージは自然に治癒するが、エーテルと同じく消耗品。おそらく仙骨の劣化がエーテルの減少、劣化に繋がると思われる。
アルケルブスなどで破壊されると銀色の零髄が流れ出す。この状態だと、外傷が無くても破壊された部位が動かなくなり、処置をしなければ死に至る。
六識（ろくしき）
霊的な感覚。見るだけでなく、テレパシーのように感覚上で会話ができる。ファミリアとマスターは距離に関係なく会話や意識の共有が可能だが、人間同士の場合接触していないと六識上での会話はできない。
六識を開いているときはサーモグラフィの画面のように見える（実際はサーモよりもディティールははっきり見える）。無機物有機物関係なく、赤く見える。
ファミリア
使い魔。死んですぐの動物の死体にエーテルを充填させることで作り出す。死体の動物の特性をそのまま引き継いで生まれるので、使い魔にするために目当ての動物を殺すことは良くあることらしい（というより、死んですぐの死体がそうそう見つからないため）。
通常ファミリアは自発的に行動せず、言葉も話さないが、進化を遂げたハイ・ファミリアは人語を話し、知性を持つ。しかし進化の条件は今を持って解明されていない。

## 既刊情報
- 『ソウル・アンダーテイカー』、2005年2月25日発行、ISBN 4-8402-2943-0